# Вишванатан Ананд
Вишванатан Ананд (на тамилски: விசுவநாதன் ஆனந்த்) е индийски шахматист, гросмайстор, петкратен световен шампион: версия ФИДЕ през 2000 г. и световен шампион от септември 2007 до 22 ноември 2013 г. Той е един от елитните шахматисти, които са достигали някога ЕЛО коефициент над 2800 – рекордът му е 2817 от март до септември 2011 г. (виж Върхови ЕЛО постижения в шахмата).
През април 2007 Ананд за пръв път оглавява ранглистата на ФИДЕ . Той е един от седемте гросмайстори, оглавявали листата от 1970 г. откакто ФИДЕ въвежда официално класирането по коефициента ЕЛО – в хронологичен ред: Боби Фишер, Анатолий Карпов, Гари Каспаров, Владимир Крамник, Веселин Топалов, Вишванатан Ананд и Магнус Карлсен.
Шест пъти е носител на Шахматен Оскар – 1997, 1998, 2003, 2004, 2007, 2008 г.

## Шахматна кариера
Възходът на Ананд на индийската шахматна сцена е мълниеносен. Първият му успех на национално ниво идва рано: през 1983 г. – на 14-годишна възраст става шампион на Индия за юноши младша възраст с резултат 9 от 9. През 1984 г. – на 15 години става най-младият индийски международен майстор. На 16 години става шампион на Индия и печели тази титла още два пъти. Той играе партиите си със скоростта за блиц-турнир, спечелвайки си прякора „светкавичното дете“ (на индийски „блиц-шах“ се превежда като „светкавичен шах“). През 1987 г. става първият индиец – световен юношески шампион, а през 1988, на 18 години, става първият индийски гросмайстор.
„Виши“, както го наричат приятелите щурмува висшия ешелон в световния шахмат през деветдесетте години, спечелвайки турнири като Реджо Емилия 1991 г. изпреварвайки Гари Каспаров и Анатолий Карпов. На това високо ниво той не намалява скоростта на своята игра, все така играейки на „блиц“. През 1991 г. достига също и до четвъртфинал в турнира на претендентите за световната шахматна титла, версия ФИДЕ, където губи от Карпов.
Ананд се класира за финала на световната купа на Професионалната шахматна асоциация, побеждавайки в мачовете срещу Майкъл Адамс и Гата Камски. На финалния мач, през 1995 г. в Ню Йорк, губи от Каспаров с 10,5:7,5 точки. В деветата партия на мача той поставя рекорд за такова първенство, печелейки едва на осмия ход след бляскава жертва на дамския фланг.
Печели супертурнирите в Дортмунд (2004) и Линарес (2007), както и „Корус“ във Вайк ан Зее (2006), където дели първото място с Веселин Топалов.

## Световен шампион по шахмат
След няколко пропуска Ананд най-накрая печели през 2000 г. световния шампионат, версия ФИДЕ, побеждавайки на финалния мач в Техеран Алексей Широв с 3,5:1,5. През 2002 г. губи титлата в мач с Руслан Пономарьов. През 2005 г. отново на световния шампионат на ФИДЕ разделя второ място с Пьотр Свидлер с 8,5 точки от 14 игри, изоставайки на 1,5 точки от новия шампион Веселин Топалов.
През октомври 2003 г. ФИДЕ организира Световно първенство по ускорен шах. Състезателите имат на разположение 25 минути за една партия плюс 10 секунди за всеки изигран ход. Ананд печели титлата, побеждавайки на финала Крамник. Ананд има признанието на широката общественост за най-изкусния състезател по ускорен шах. Той печели такива турнири в Корсика (6 последователни години 1999 – 2005), Майнц (седем последователни години 2000 – 2006), Леон 2005, Еуротел 2002, Фуджицу Джайънтс 2002 и Мелъди Амбър, Монте Карло (5 пъти). Последният турнир е комбинация от партии „блинд“ и ускорен шахмат.
През 2007 г. отново е световен шампион като отнема обединената титла от Владимир Крамник след победа в турнир с 9 т. от 14 партии. Успява да я защити три последователни пъти в мачове:
 през 2008 г. срещу Крамник 6,5:4,5 (+3, -1, =7),
 през 2010 г. срещу Топалов 6,5:5,5 (+3, -2, =7),
и през 2012 г. срещу Гелфанд 8,5:7,5 (+2, -1, =13).

През ноември 2013 г. губи титлата от Магнус Карлсен с 3,5:6,5 (+0, =7, -3).

След 4 месеца, през март 2014 г. печели турнира на претендентите на следващото световно първенство по шахмат 2014 и добива правото на реванш за титлата в мач от 12 партии от 7 ноември 2014 г. в Сочи (Русия). Норвежецът признава в интервю, че този мач между двамата е много по-оспорван и по-труден от първия. Ананд допуска грешка и губи втората партия, после изравнява, но шампионът печели шестата и следват 4 ремита. След 10 партии Карлсен води с 1 точка и за да изравни резултата, Ананд рискува в 11-а партия. Обаче шампионът не допуска грешка и спечелва играта като увеличава аванса си на 2 точки, поради което последната партия не се играе. Ананд губи мача с 4,5:6,5 (+1, =7, -3) и не успява да си върне титлата.

## Шахматни титли и награди
- 1983: шампион на Индия за юноши младша възраст – на 14 години
- 1984: международен майстор – на 15 години
- 1985: шампион на Индия – на 16 години
- 1987: световен юношески шампион и гросмайстор
- 2000: световен шампион – версия ФИДЕ
- 2003: световен шампион по ускорен шах – версия ФИДЕ
- 2007: световен шампион след обединението на двете версии (ФИДЕ и ПШЛ)
- 2008, 2010, 2012: световен шампион след защита на титлата

Шахматен Оскар – 1997, 1998, 2003, 2004, 2007, 2008 г.